# Kanton Auneuil
Kanton Auneuil (fr. Canton de Auneuil) byl francouzský kanton v departementu Oise v regionu Pikardie. Skládal se z 20 obcí. Zrušen byl po reformě kantonů 2014.

## Obce kantonu
- Auneuil
- Auteuil
- Beaumont-les-Nonains
- Berneuil-en-Bray
- Frocourt
- La Houssoye
- Jouy-sous-Thelle
- Le Mesnil-Théribus
- Le Mont-Saint-Adrien
- La Neuville-Garnier
- Ons-en-Bray
- Porcheux
- Rainvillers
- Saint-Germain-la-Poterie
- Saint-Léger-en-Bray
- Saint-Paul
- Troussures
- Valdampierre
- Villers-Saint-Barthélemy
- Villotran